# Бурдж аль-Алам
Бурдж аль-Алам — сверхвысокий небоскреб высотой 510 м (1670 футов), строившийся в новом районе Дубая Business Bay. 108-этажное здание должно было стать одним из самых высоких зданий мира и обошлось бы инвесторам в 1,8 млрд долларов США. Внешне башня напоминает хрустальный цветок.
Согласно проекту, 74 этажа отданы под офисы, а 27 этажей занимает 5-звездочный отель с рестораном и СПА салоном, турецкой баней, садом под открытым небом и т. д.
Строительство башни Бурдж аль-Алам планировалось завершить в 2009 году, но в связи с глобальным финансовым кризисом оно было сначала приостановлено на неопределенное время, а в 2013 году отменено.